# MiG-35 (航空機)
 MiG-35 / МиГ-35
MiG-35D
- 用途：マルチロール機
- 分類：戦闘機
- 設計者：RSK「MiG」
- 製造者：ソコル航空機工場（ロシア語版）
- 運用者： ロシア連邦(ロシア航空宇宙軍)
- 初飛行：2007年2月7日[1][2]
- 生産数：量産型2機（2019年）[3]
- 生産開始：2018年（量産機）[4]
- 運用開始：2019年6月
- 原型機：MiG-29M

MiG-35 (ミグ35；ロシア語:МиГ-35ミーク・トリーッツァチ・ピャーチ) は、ロシアのRSK「MiG」によって開発されたマルチロール機。北大西洋条約機構 (NATO)の使用するNATOコードネームはフルクラムF (Fulcrum-F) 。非公式名称であるがスーパーフルクラム (Super Fulcrum) の愛称が用いられることもある。ロシアでは当機を第4++世代ジェット戦闘機に定義している。
「ミリタリーバランス」では「6機が試験中」の表記が2022年～2024年版にかけて続いており、未だ量産機配備の情報は入っていない。

## 設計と特徴

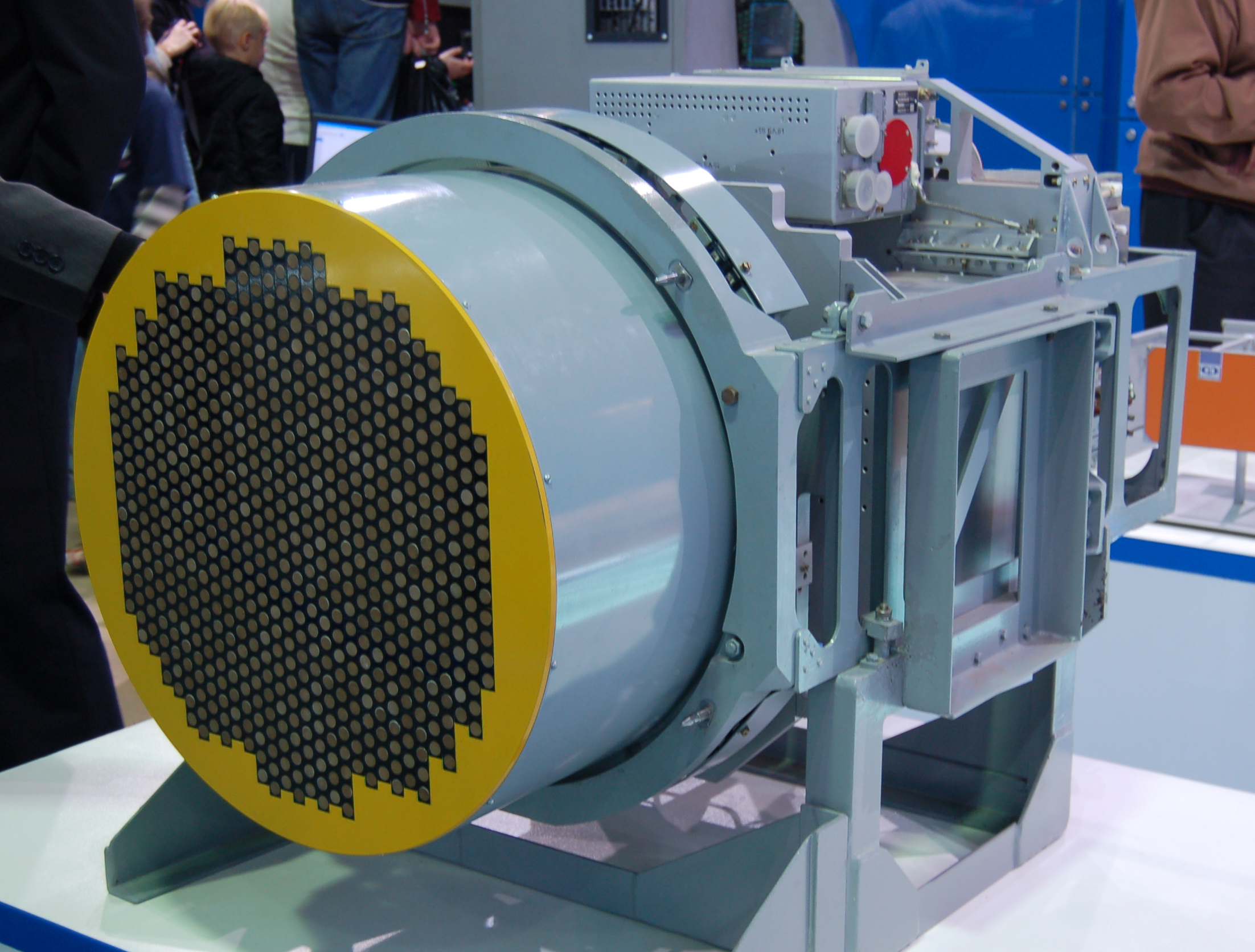
ジュークAの試作型。試作されたMiG-35に搭載された

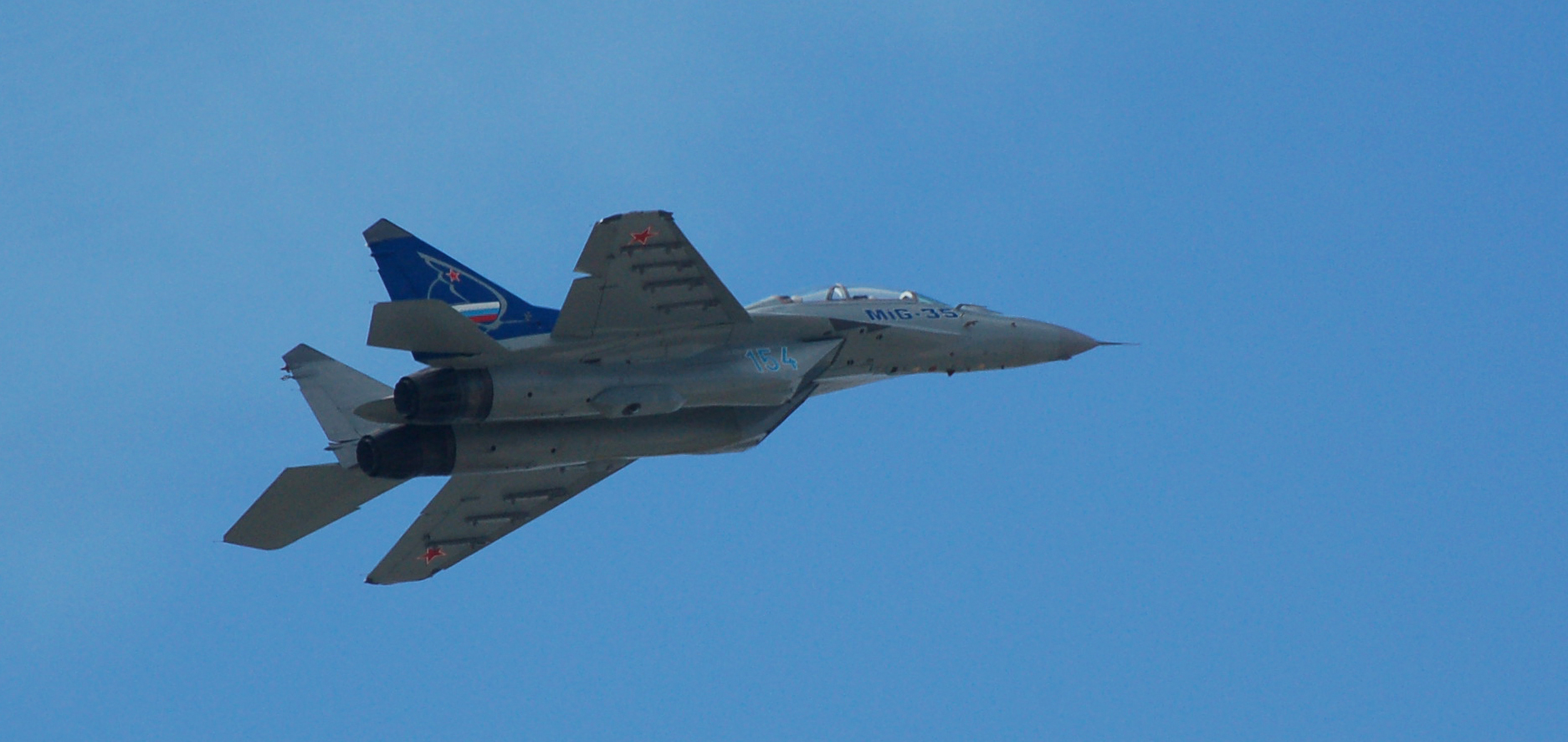
飛行中のMiG-35。OLS-Kが確認できる

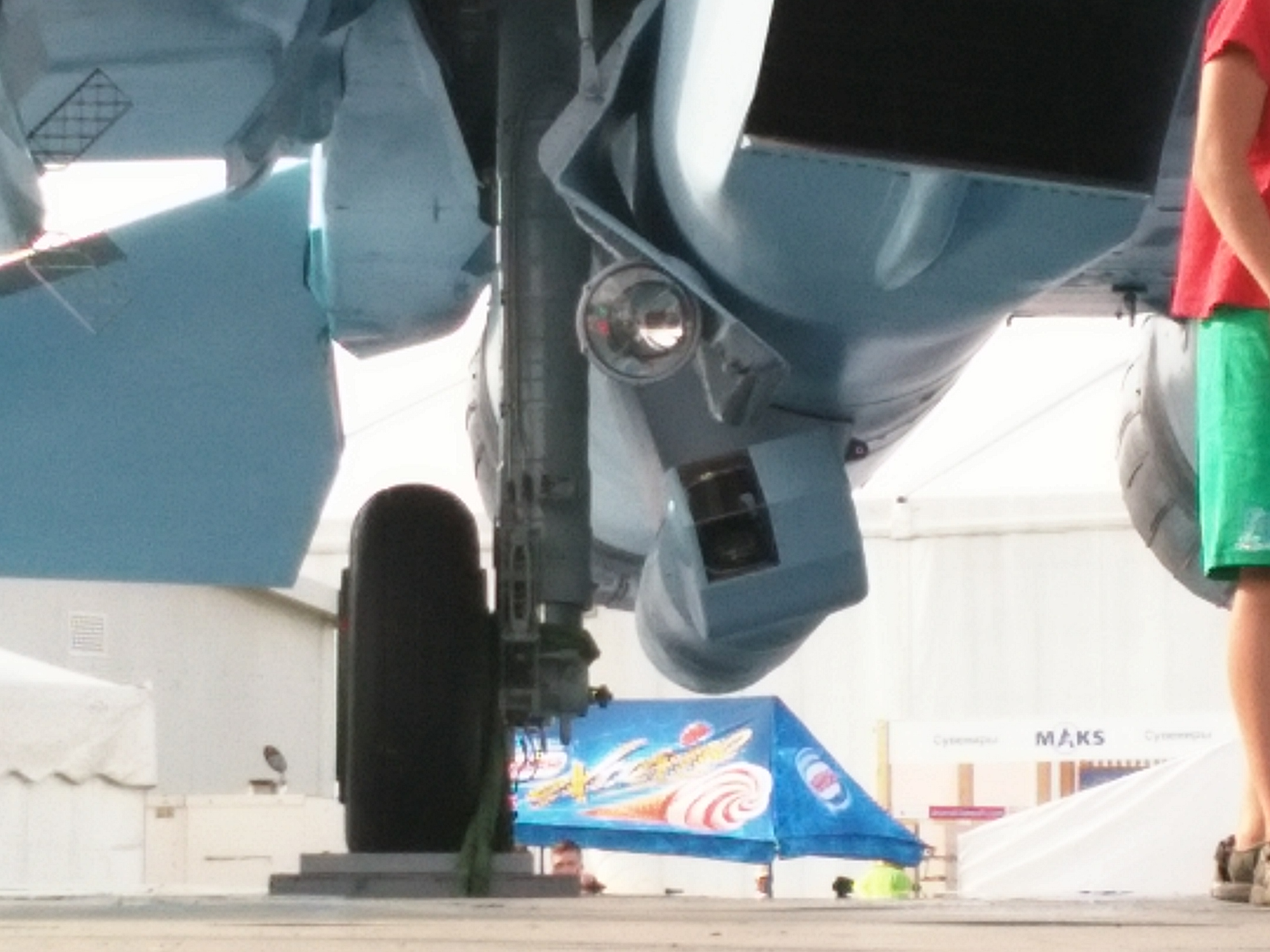
MiG-35の右舷エンジンナセル下面に装備された、T220/E照準ポッド。

MiG-29M2と姉妹機といえる機体で時期により同じMiG-35でも細かい外見、仕様が異なる。単座型のほか、複座型のMiG-35Dも開発されている。試作機はMiG-29M2より改造された。
機体は基本的にMiG-29M2と同様。
レーダーとしては140km先の30目標を探知し内6目標を追尾する能力を持つAESA式ジューク-Aを搭載できる。
IRSTについてはMiG-29M2と同様にOLS-UEMを搭載するが、2016年からはOLS-35M（Su-35に搭載するものの発展型）と呼ばれる改良型を開発して、2017年より実装させる予定とされていた。
初期の仕様では対地/対艦攻撃用に右エンジンナセル下面にOLS-Kを搭載していた。これは機首のOLS-UEMと同じ技術に基づいており、探知距離は戦車に対し20km、ボートに対し40kmで、20kmの距離で目標との距離評定及びレーザー誘導兵器の照準を行える。交換式でT220/Eの装備もできる。
自己防衛装置はMiG-29Mのものを踏襲しつつ改良が加えられている。コックピットの後方と左エンジン下に"SOAR"と呼ばれるミサイル警報装置が装備されている。この装置はスティンガーやイグラといった携帯式防空ミサイルシステムを10km、空対空ミサイルを30km、地対空ミサイルを50kmから探知、飛来方向などをコックピットの多機能ディスプレイに表示、音声で警告を発するシステムである。このSOARはもOLS-Kと同様に交換式でポッド（詳細不明）の装備が可能である。また、電子妨害装置としてイタリアのELTが開発したG-Jバンド、E-Hバンドで妨害を行えるELT/568も搭載できる。
機体はモジュール式となっておりMiGのイリヤ・タラセンコ氏は「メンテナンスやアップグレードのために航空機やその一部を分解する必要は無くモジュールを交換するだけで十分である。さらに、エンジンの交換は現場で58分しかかからない」と発言している。
将来的には（2021年以降から量産体制が整う予定の）推力増強・改良型のクリーモフ RD-33MKMエンジン(出力：9,500kgf)への換装が計画されている。

## 型式
MiG-35
単座型
MiG-35D
複座型
MiG-35S
ロシア空軍向け単座型
MiG-35UB
ロシア空軍向け複座型

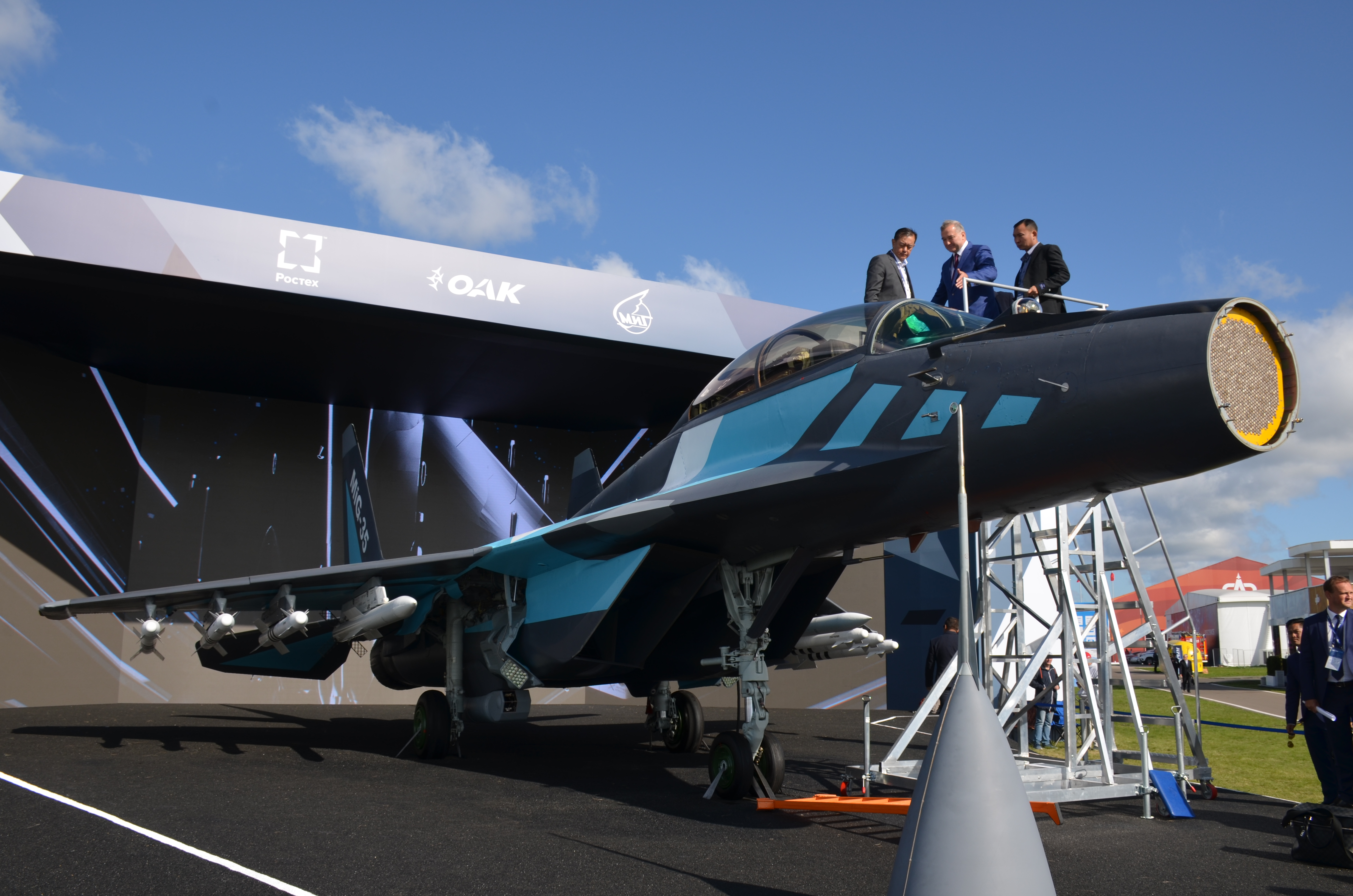
MAKS-2019で展示された輸出向け改良型

MAKS-2019では外国の潜在的な顧客の要望に応じて機体の形状の変更、AESAレーダーへの更新を行った輸出型が展示された。
これらのほかに本機をベースとした第5世代戦闘機の開発を検討しているとされる。

## 運用
南と東南アジア、ラテンアメリカとカザフスタンのようなロシアの近隣諸国が購入に関心を示しているという。

### 運用・採用決定国
ロシア
短期的には1個飛行隊程度しか購入しない計画である。このため調達はMiGへの救済策という面が強いとされている。
調達数に関しては2012年当時は2014年から37機とされていたが、財政上の問題から2016年まで延期され、代わりに2016年までに16機のMiG-29SMTが納入されることとなった。その後2016年以降に100機近い機数が調達される見込みと報道されていたが、肝心の調達契約は延期を繰り返した。
2017年にはロシア空軍司令官のヴィクトル・ボンダレフがMiG-35の国家試験が完了して制式採用され、2018年に30機以上を購入する第1次契約が締結されると発言したが、最終的に契約に至ったのは6機のMiG-35UBとMiG-35Sである（従来型ジュークMレーダー搭載）。最初のMiG-35は2019年6月にロシア航空宇宙軍に納入された。2020年には、さらに14機のMiG-35を納入するために、有効期間3年の新しい契約に署名することが計画されている。

### 提案のみ
エジプト
保有するロシアと中国の旧型機（MiG-21とJ-7）を置き換えるため、2015年5月に46機を20億ドルで購入する契約に合意した。また、合わせて装備するT220照準ポッドを40基発注した。最後に購入を取りやめる決定をした。
 インド
空母艦載機として同系機のMiG-29K «9.41»を採用しており、多数の老朽化したMiG-21の代替機を要求しているインドに対して、代替機として提案が行われていた（MMRCA）。しかしラファールが選定された。
しかしその後もMiGは売り込みを続けている。
 セルビア
6機の販売交渉が行われていたが、2014年5月7日に購入を取りやめる決定をした。

## スペック
Mikoyan MiG-29M2 basic dimensions, Rian.ru, airforce-technology, deagel.com,

### 機体
- 全長:17.37 m
- 全幅:11.4 m
- 全高:4.73 m
- 翼面積：38 m2
- 乗員:1または2名
- 空虚重量：13,380 kg
- 通常離陸重量：17,500 kg、17,780 kg（複座）
- 最大離陸重量：29,700 kg
- 発動機：RD-33MK ターボファンエンジン×2基
  - ドライ推力：53 kN (5,400 kgf）×2
  - アフターバーナー使用時: 88.3 kN (9,000 kgf) ×2

### 性能
- 最大速度
  - 高高度：M2.25(2,400km/h)
  - 低空：1,450km/h
- 航続距離
  - 通常航続距離：2,000 km、3,000km（複座）
  - 戦闘行動半径：1,000 km
  - フェリー航続距離：3,100 km
- 上昇率：330 m/s
- 翼面荷重:442 kg/m2
- 実用上昇限度：17,500 m
- 推力重量比：1.02
- 最大荷重：9G

### 兵装
- GSh-30-1　30mm機関砲×1　装弾数150発
- ハードポイント9か所

ロケット
- S-8
- S-13
- S-24
- S-25L
- S-250

空対空ミサイル
- R-27:4× R-27R, R-27T, R-27ER, R-27ET
- R-60:4× R-60M
- R-73:8× R-73E, R-73M, R-74M
- R-77:8× R-77

空対地ミサイル
- Kh-31:4× Kh-31A, Kh-31P
- Kh-29:4× Kh-29T, Kh-29L

誘導爆弾
- KAB-500L/KR/S-E
- KAB-1500L/KR/R/S-E

無誘導爆弾
- FAB-250
- FAB-500
- ZAB-500

照準ポッド
- OLS-K
- T220/E[38]